# Dynastinae
Dynastinae zijn een onderfamilie van kevers uit de familie van de bladsprietkevers (Scarabaeidae).

## Taxonomie
De volgende taxa zijn bij de onderfamilie ingedeeld:
- Tribus Agaocephalini
- Tribus Cyclocephalini
  - Geslacht Cyclocephala Dejean, 1821
- Tribus Dynastini
- Tribus Hexodontini
- Tribus Oryctini
- Tribus Oryctoderini
- Tribus Pentodontini
- Tribus Phileurini